# Matilde di Canossa
Matilde di Canossa, o Mathilde (più correntemente Matilde di Toscana, in latino Mathildis, in tedesco Mathilde von Tuszien), contessa di Mantova, duchessa di Spoleto, margravia di Toscana, duchessa consorte della Bassa Lorena, contessa consorte di Verdun e duchessa consorte di Baviera, nota anche con lo pseudonimo di Magna Comitissa, in italiano Gran Contessa (Mantova (?), marzo 1046 – Bondeno di Roncore, 24 luglio 1115), è stata una nobildonna italiana di stirpe longobarda, membro della dinastia degli Attoni, detti comunemente "Canossa" dal nome di un loro feudo.
Matilde fu una potente feudataria; si impegnò con fervore in difesa del papato durante la lotta per le investiture. Emerse come figura di primaria importanza, estendendo il suo dominio su tutti i territori italiani situati a nord dello Stato Pontificio.
Fu sotto la sua guida che il dominio dei Canossa raggiunse il proprio apice in termini di estensione territoriale. Nel 1076, dunque, acquisì il controllo di un'ampia regione che includeva la Lombardia, l'Emilia, la Romagna e, in qualità di duchessa e marchesa, anche la Toscana. Il fulcro di questo vasto territorio era appunto Canossa, situata nell'Appennino reggiano. È inoltre nota per aver esercitato un ruolo di primo piano, nel gennaio 1077, come mediatrice nell'aspra contesa fra Enrico IV di Franconia e papa Gregorio VII, il quale lo aveva scomunicato.
Matilde di Canossa è considerata una delle personalità più rilevanti e affascinanti dell'Italia medievale: seppe affrontare sofferenze ed umiliazioni, evidenziando al contempo un'innata capacità al comando.

## Biografia

### Primi 30 anni di vita

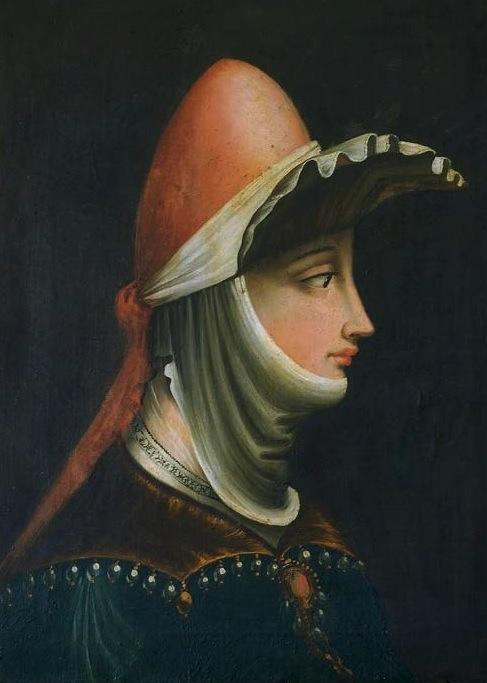
Ritratto di Matilde

#### L'infanzia

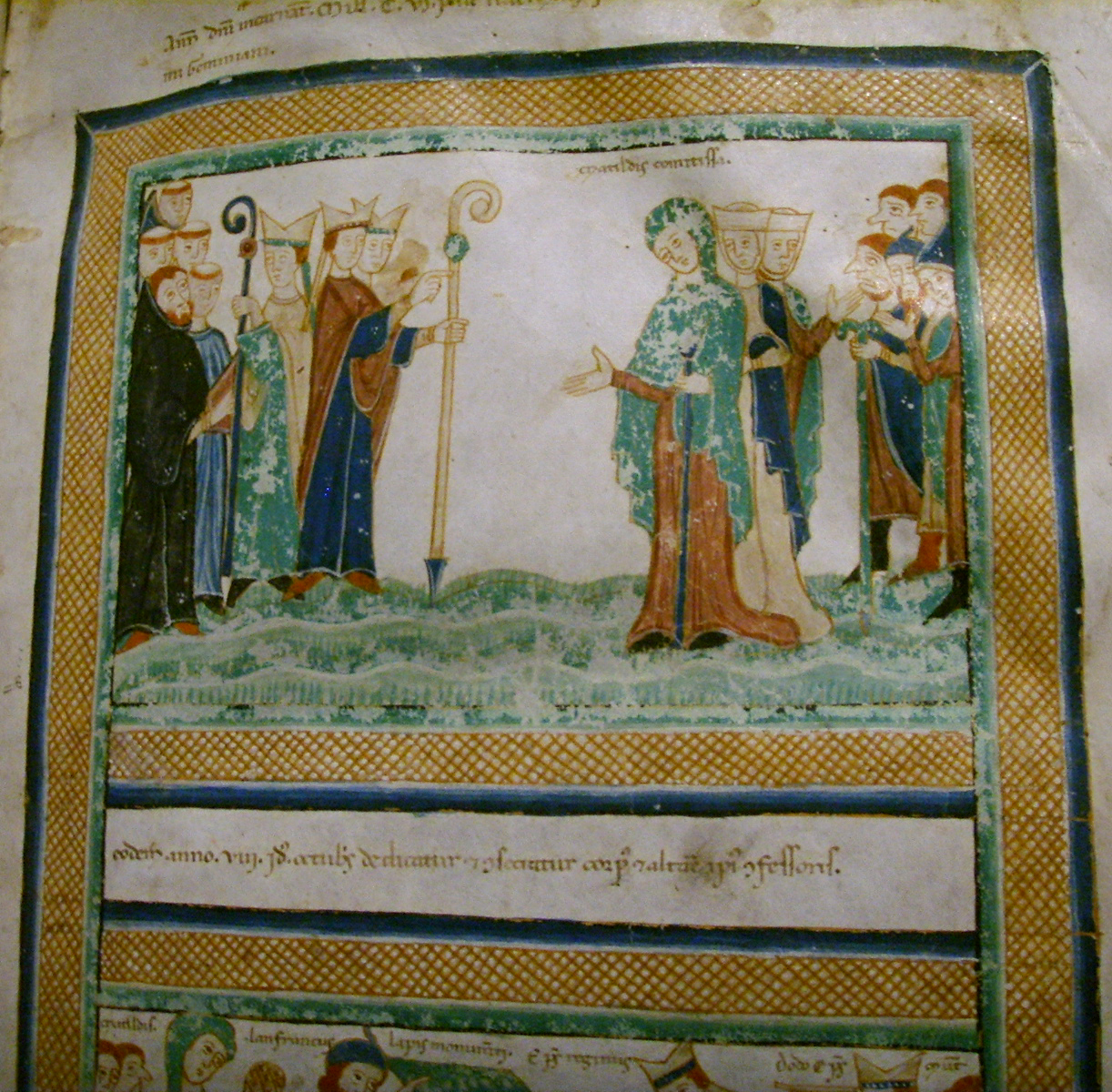
Matilde va incontro al vescovo di Modena, miniatura dalla Relatio de innovatione ecclesia sancti Geminiani, (inizio del XII secolo, Modena, Archivio capitolare, ms. O.II.11).

Matilde nacque forse a Mantova nel 1046, terzogenita della potentissima famiglia feudale italiana dei Canossa, marchesi di Tuscia (già Ducato di Tuscia), di origine longobarda. Il padre, Bonifacio di Canossa detto "il Tiranno", era l'unico erede della dinastia canossiana, discendente diretto di Adalberto Atto (o Attone), fondatore della casata degli Attoni. La madre, Beatrice di Lotaringia, apparteneva ad una delle più nobili famiglie imperiali, strettamente imparentata con i duchi di Svevia, i duchi di Borgogna, gli Imperatori Enrico III ed Enrico IV, dei quali Matilde era rispettivamente nipote e cugina di primo grado, nonché con il papa Stefano IX.
Essendo figlia del signore della Tuscia a Matilde spettava il titolo di marchesa e duchessa. La parola germanica Markgraf qualificava difatti i "conti di confine". Tuttavia la Tuscia era stata nell'Alto Medioevo una circoscrizione del Regno longobardo, come tale definita "ducato". Ecco perché a Matilde si attribuiscono sia il titolo di "marchesa" che quello di "duchessa".
Poco si sa dell'infanzia di Matilde, sia perché le cronache del tempo preferirono occuparsi della fanciullezza dei due fratelli maggiori, Federico (legittimo erede di Bonifacio) e Beatrice, sia perché le fonti in nostro possesso si concentrano soprattutto sulle imprese compiute da adulta. Tuttavia, si può affermare con certezza che il nome, come per i fratelli, le fu imposto dalla madre Beatrice che in questo modo intendeva affermare la propria superiorità nobiliare rispetto al marito, infatti il casato di Ardennes-Bar, a cui ella apparteneva, era senza dubbio di stirpe regia.

Matilde crebbe tra i freddi laghi e i nevosi boschi padani e, a differenza di molte nobildonne del suo tempo, trascorse molto tempo dedicandosi alla cultura letteraria. A tal proposito Donizone afferma: 
(Vita Mathildis, libro II, cap. IV)
Visse i primi anni della sua esistenza nell'agiatezza e serenità del castello di Canossa, teatro dei grandi banchetti e delle sontuose feste organizzate dal padre. Tuttavia a soli sei anni Matilde assistette a un evento che avrebbe cambiato radicalmente il corso della sua vita: il 6 maggio 1052 il padre Bonifacio fu ucciso a tradimento durante una battuta di caccia da uno dei suoi vassalli, che lo trapassò alla gola con una freccia avvelenata. L'agonia del duca durò alcune ore; nella tarda serata dello stesso giorno egli spirò.
La madre, rimasta vedova con tre bambini piccoli, aveva difficoltà a reggere il ruolo di Bonifacio. Nel 1053 Matilde e i suoi fratelli ottennero un privilegio di protezione personale dall'imperatore Enrico III il Nero, ma in quello stesso anno i due fratelli maggiori di Matilde morirono a causa di un maleficio (probabilmente un avvelenamento involontario).
Alla morte del papa Leone IX, parente di entrambi i genitori di Matilde, venne eletto con l'appoggio imperiale il papa Vittore II (1054). Papa Vittore II era ospitato ad Arezzo dai Canossiani, quando morì nel 1057, lasciando come successore il papa Stefano IX.
Visto il crescente potere della Casa di Canossa e la scomparsa del loro alleato Leone IX, Enrico III prese in ostaggio Matilde, che aveva solo dieci anni, e sua madre e le portò in Germania; ma dopo un anno anche Enrico III morì e così Matilde ritornò in Italia. La madre Beatrice cercò una nuova protezione risposandosi con Goffredo il Barbuto, fratello di papa Stefano IX.

Goffredo, figlio di Gozzellone, duca di Lotaringia, era un aristocratico dedito alle armi ed alle arti guerresche di indole belligerante. Fu lui a succedere a Bonifacio come signore della Tuscia. La famiglia dei Canossa, padrona dell'Italia centrale e della Lotaringia, imparentata con papi e influente sugli imperatori, era in quel momento la famiglia più potente d'Europa.
Anche il nuovo papa Benedetto X ebbe vita breve; morì infatti, sempre alla corte dei Canossa, nel 1061. Dopo di lui vennero eletti due papi: l'imperatore scelse il vescovo di Parma Cadalo, che prese il nome di Onorio II, mentre la Chiesa elesse il vescovo di Lucca, nonché ecclesiastico dei Canossa, Anselmo da Baggio, che prese il nome di Alessandro II. Dopo varie vicissitudini si concordò di tenere un nuovo concilio nel cuore dei domini canossiani, a Mantova. Il papa Onorio II preferì non partecipare per timore di perdere la vita e comunque Alessandro II dimostrò la legalità della propria elezione; i Canossa, giudici dai quali dipendeva il Paparum Ducatus, decisero quindi di assegnare il papato al loro candidato Alessandro II. Matilde si ritrovò di nuovo alleata con un papa amico, con il quale stabilì inizialmente un rapporto di aiuto reciproco, che però si degradò successivamente per questioni personali. I due finirono per essere nemici.

#### Il matrimonio con Goffredo il Gobbo
Goffredo il Barbuto, sposando Beatrice, era diventato signore della Tuscia. Una clausola del contratto di matrimonio stabilì che il figlio di Goffredo, Goffredo il Gobbo, avrebbe sposato la figlia di Beatrice, Matilde, per consolidare il suo potere e quello dei Canossa, e per non dover in seguito dividere i possedimenti delle rispettive casate, ma soprattutto per rinforzare i legami tra i Canossa e la Bassa Lorena che da sempre era la spina nel fianco dell'Impero e teatro di guerre di successione, data la posizione strategica. I due promessi sposi erano cugini per il ramo materno, da parte di Beatrice.
Le nozze furono anticipate al 1069, allorché Goffredo il Barbuto si trovò in punto di morte. Matilde alla fine dell'anno accorse al capezzale del patrigno (prima a Bouillon e poi a Verdun). Poco prima della sua morte Matilde e Goffredo il Gobbo si unirono in matrimonio. Il marito era un giovane onesto e coraggioso, ma afflitto da alcuni difetti fisici (tra gli altri gozzo e gobba), comunque Matilde, conscia dei doveri nobiliari per i quali era stata educata e con la persuasione della madre, seppur riluttante restò in Lotaringia coabitando con il marito e ne rimase incinta. Tra la fine del 1070 e l'inizio del 1071 partorì una bambina che chiamò Beatrice, per poter rinnovare il nome della madre (nome molto frequente in Lotaringia). Il parto però non fu facile e dopo pochi giorni la piccola Beatrice morì, il 29 gennaio 1071. Il 29 agosto la madre di Matilde eresse il monastero di Frassinoro, nell'Appennino Modenese, com'era usanza tra i nobili, per «la grazia dell'anima della defunta Beatrice mia nipote».
La permanenza di Matilde in quella che era la Bassa Lotaringia fu breve quanto difficile e rischiosa. Matilde rischiò la vita non solo per i postumi di un parto difficile, che nel Medioevo spesso si concludeva con la morte della madre, ma anche per l'ira del casato di Lotaringia che accusò la Grandecontessa di portare il malocchio, in quanto non aveva dato un erede maschio al suo "Signore", compito principale, se non unico, per le mogli dell'epoca. Nel gennaio del 1072 fuggì appena le circostanze le offrirono la possibilità, e rientrò a Canossa, presso la madre.
Tra il 1073 e il 1074 il marito Goffredo scese nella penisola italiana per riconquistare Matilde offrendole possedimenti e armate, ma la risposta della Grancontessa fu estremamente ferma e rigida. Sul suo atteggiamento si è costruito il mito di una donna priva di debolezze.
Goffredo il Gobbo nel 1076 cadde vittima di un'imboscata nelle sue terre nei pressi di Anversa. Lamberto di Hersfeld riporta che durante la notte, spinto da bisogni corporali, si recò al gabinetto e un sicario che stava in agguato gli conficcò una spada tra le natiche lasciandogli l'arma piantata nella ferita. Sembrava dovesse sopravvivere, ma una settimana dopo, il 27 febbraio 1076, morì, lasciando Matilde vedova. Molti commentatori dell'epoca l'accusarono di essersi macchiata personalmente del crimine; comunque come colpevole viene indicato più verosimilmente il conte fiammingo Roberto I delle Fiandre. In ogni caso Matilde non versò al clero neppure un obolo per l'anima del marito ucciso, né fece recitare una messa o gli dedicò un convento, com'era invece d'uso fare tra i nobili.

### Quarant'anni di regno

#### L'inizio del primo anno di regno
Il 18 aprile 1076 morì Beatrice, e Matilde, che aveva già regnato affiancata alla madre, divenne a 30 anni l'unica sovrana incontrastata di tutte le terre che vanno da Corneto (ora Tarquinia) al Lago di Garda. Aveva inoltre titoli in Lorena.

A parte la leggenda locale (della trota e dell'anello), un documento del 1124 attribuisce a Matilde la fondazione dell'Abbazia di Orval in Vallonia.
Si occupò anche di regolamentare e promuovere la corretta distanza e disposizione delle piante di castagno: il cosiddetto sesto d'impianto matildico. Le piante di castagno, allevate a forma libera, venivano disposte a distanza di 10 metri e sfalsate a triangolo. Inoltre «si poteva anche sfruttare l’erba del sottobosco quale pascolo per le greggi e si raccoglievano agevolmente le foglie da utilizzare nella stalla quale alimento e giaciglio per gli animali». La coltivazione del castagno rappresentò un'importante risorsa alimentare assieme alla pastinaca per le popolazioni montane prima dell'introduzione della patata.

#### L'umiliazione di Enrico IV
Nel 1073 era salito al soglio pontificio Ildebrando di Soana, con il nome di Gregorio VII. Nello stesso anno il nuovo imperatore Enrico IV, dopo aver riorganizzato il territorio tedesco, si era rivolto verso i suoi possedimenti in Italia. Cominciò tra i due personaggi un duro duello, che vide contrapposta l'autorità della Chiesa a quella dell'Impero (lotta per le investiture). Nel 1076 il papa decise di scomunicare l'imperatore che da questa iniziativa papale subì un doppio danno, vedendosi estraniato dai riti religiosi e trovandosi con sudditi non più sottomessi.
Matilde si ritenne libera di agire secondo la sua completa volontà e si schierò con decisione al fianco di papa Gregorio VII, nonostante l'imperatore fosse suo secondo cugino. La scomunica indusse Enrico IV a venire a patti con il papa. L'imperatore scese in Italia per parlare personalmente con il pontefice. Gregorio VII lo ricevette nel gennaio 1077 mentre era ospite di Matilde nel castello di Canossa. In quell'occasione l'imperatore, per ottenere la revoca della scomunica da parte del papa, fu costretto ad attendere davanti al portale d'ingresso del castello per tre giorni e tre notti inginocchiato con il capo cosparso di cenere.

Il faccia a faccia si risolse con un compromesso (28 gennaio 1077): Gregorio revocò la scomunica a Enrico, ma non la dichiarazione di decadenza dal trono.
Nel 1079 Matilde donò al papa tutti i suoi domini, in aperta sfida con l'imperatore, visti i diritti che il sovrano vantava su di essi, sia come signore feudale, sia come parente prossimo. Ma in due anni le sorti del confronto tra papato e impero si ribaltarono: nel 1080 Enrico IV convocò un Concilio a Bressanone in cui fece nominare un antipapa: Clemente III (Guiberto arcivescovo di Ravenna). L'anno seguente decise di scendere una seconda volta in Italia per ribadire la sua signoria sui suoi territori. Decretò Matilde deposta e bandita dall'impero. Il 15 ottobre 1080 nei pressi di Volta Mantovana le milizie dei vescovi-conti (e dell'antipapa Guiberto da Ravenna), fedeli all'imperatore Enrico IV, sconfissero le truppe a difesa di papa Gregorio VII e comandate dalla contessa Matilde, rea di avere donato nel 1079 tutti i suoi beni alla Chiesa e interessata a cacciare da Ravenna l'antipapa Clemente III. Fu la prima, grave sconfitta militare di Matilde (battaglia di Volta Mantovana).
Ma la grancontessa non si diede per vinta e, mentre il papa Gregorio VII era costretto all'esilio, Matilde resistette e il 2 luglio 1084 riuscì a sbaragliare inaspettatamente l'esercito imperiale nella famosa battaglia di Sorbara, presso Modena, grazie alla decisiva formazione di una coalizione favorevole al papato a cui aderirono i bolognesi contrapposti alla lega imperiale.

#### Il matrimonio con Guelfo di Baviera

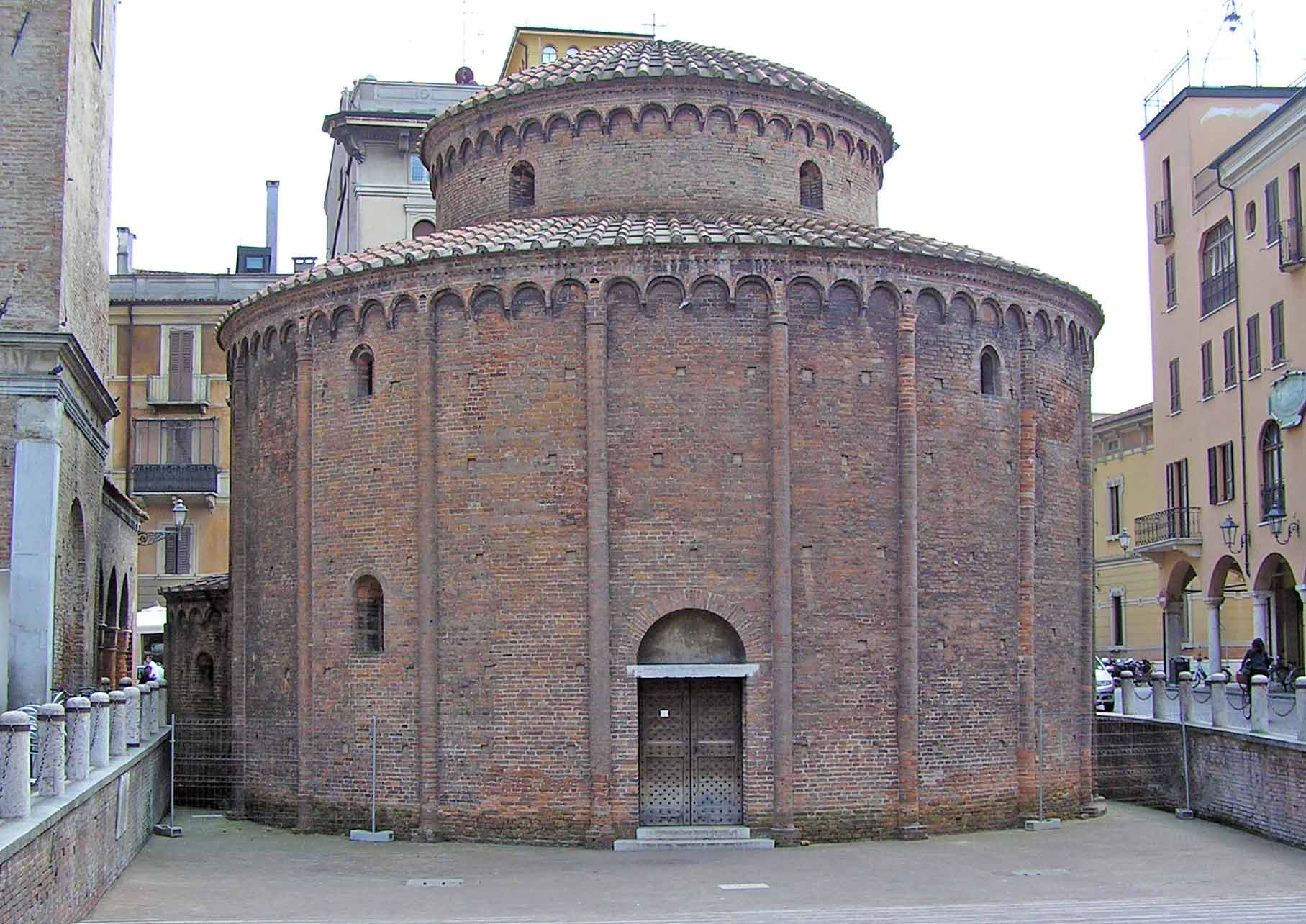
Mantova, Rotonda di San Lorenzo, voluta da Matilde di Canossa.

Nel 1088 Matilde si trovò a fronteggiare una nuova discesa dell'Imperatore Enrico IV e si preparò al peggio con un matrimonio politico, dato che l'attuale pontefice disgiungeva il potere vaticano da quello canossiano, com'era stato sino a questo momento, per ultimo fino a Gregorio VII. Matilde scelse il duca sedicenne Guelfo (in tedesco Welf), erede del ducato di Baviera. Le nozze facevano parte di una rete di alleanze approvate dal nuovo papa, Urbano II, allo scopo di contrastare efficacemente Enrico IV.

La quarantatreenne Matilde scrisse una lettera al suo futuro sposo: 
(Cosma di Praga, Storia dei Boemi, traduzione di P. Golinelli)
La Gran Contessa inviò migliaia di armati al confine della Longobardia a prendere il duca, lo accolse con onori, organizzò una festa nuziale di centoventi giorni molto sfarzosa. Cosma di Praga, autore del Chronicon Boemorum, riporta che dopo il matrimonio, per due notti, il duca aveva rifiutato il letto nuziale e il terzo giorno Matilde si presentò nuda su una tavola preparata ad hoc su alcuni cavalletti dicendogli: «tutto è davanti a te e non v'è luogo dove si possa celare maleficio». Ma il duca rimase interdetto; Matilde, indignata, lo assalì a suon di ceffoni e sputandogli addosso lo cacciò con queste parole: «Vattene di qua, mostro, non inquinare il regno nostro, più vile sei di un verme, più vile di un'alga marcia, se domani ti mostrerai, d'una mala morte morirai...». Ovviamente non ebbero figli e ottennero l'annullamento nel 1095, dopo sei anni di matrimonio: si erano sposati nel 1089, quando lei aveva 43 anni e lui 17.
Successivamente Matilde sobillò i due figli dell'imperatore, Corrado di Lorena ed Enrico e ne appoggiò le rivolte contro il padre; si appoggiò inoltre alla potente casata comitale dei Guidi in Toscana, per ostacolare un'altra dinastia, gli Alberti, fedeli all'impero.

#### La vittoria contro l'imperatore

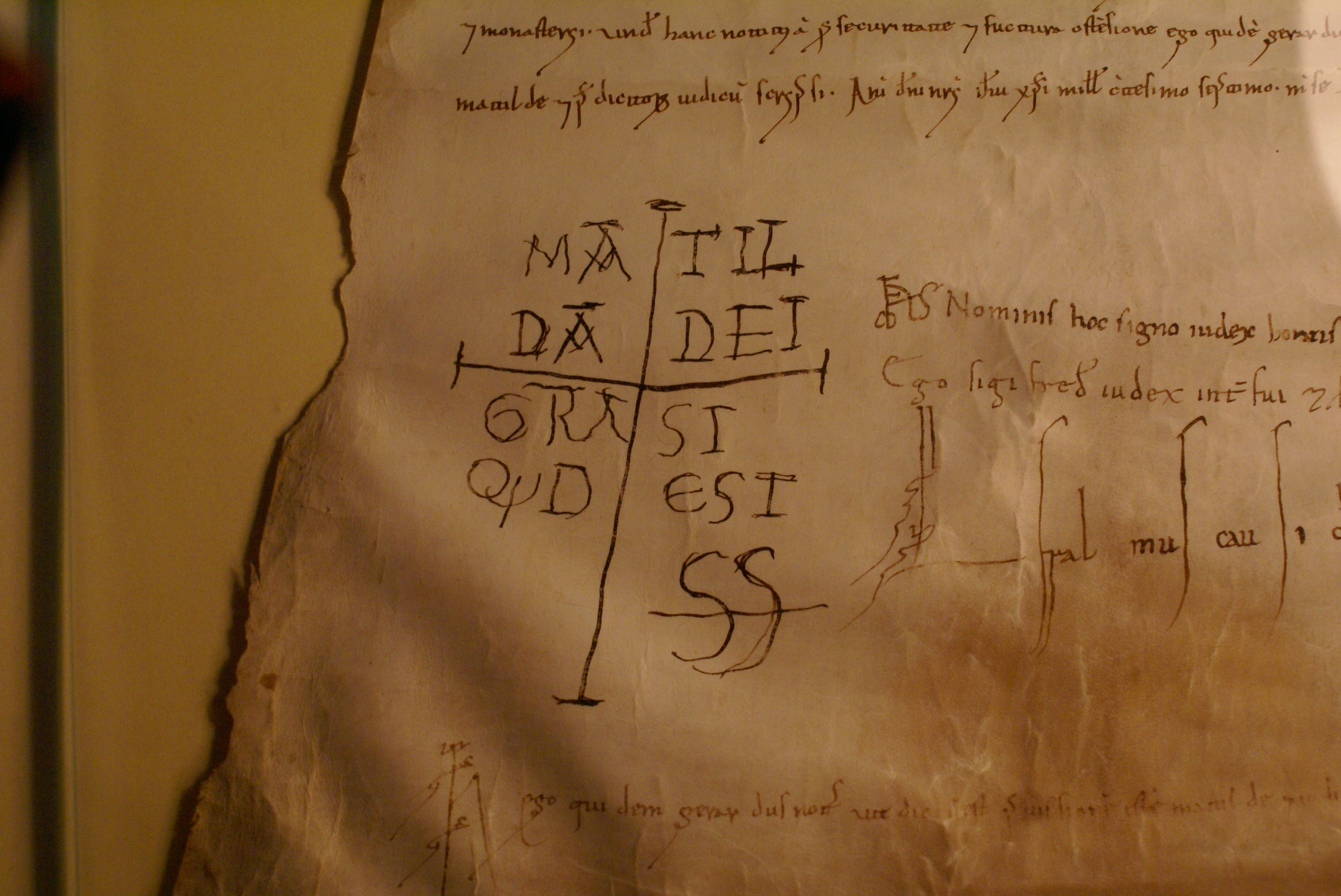
Sottoscrizione autografa di Matilde («Matilda, Dei gratia si quid est. Subscripsit»), risalente al giugno 1107; si noti la scrittura tremolante per l'età avanzata. Notitia Confirmationis (Prato, Giugno 1107), Archivio Storico Diocesano di Lucca, Diplomatico Arcivescovile, perg. ++ I29.

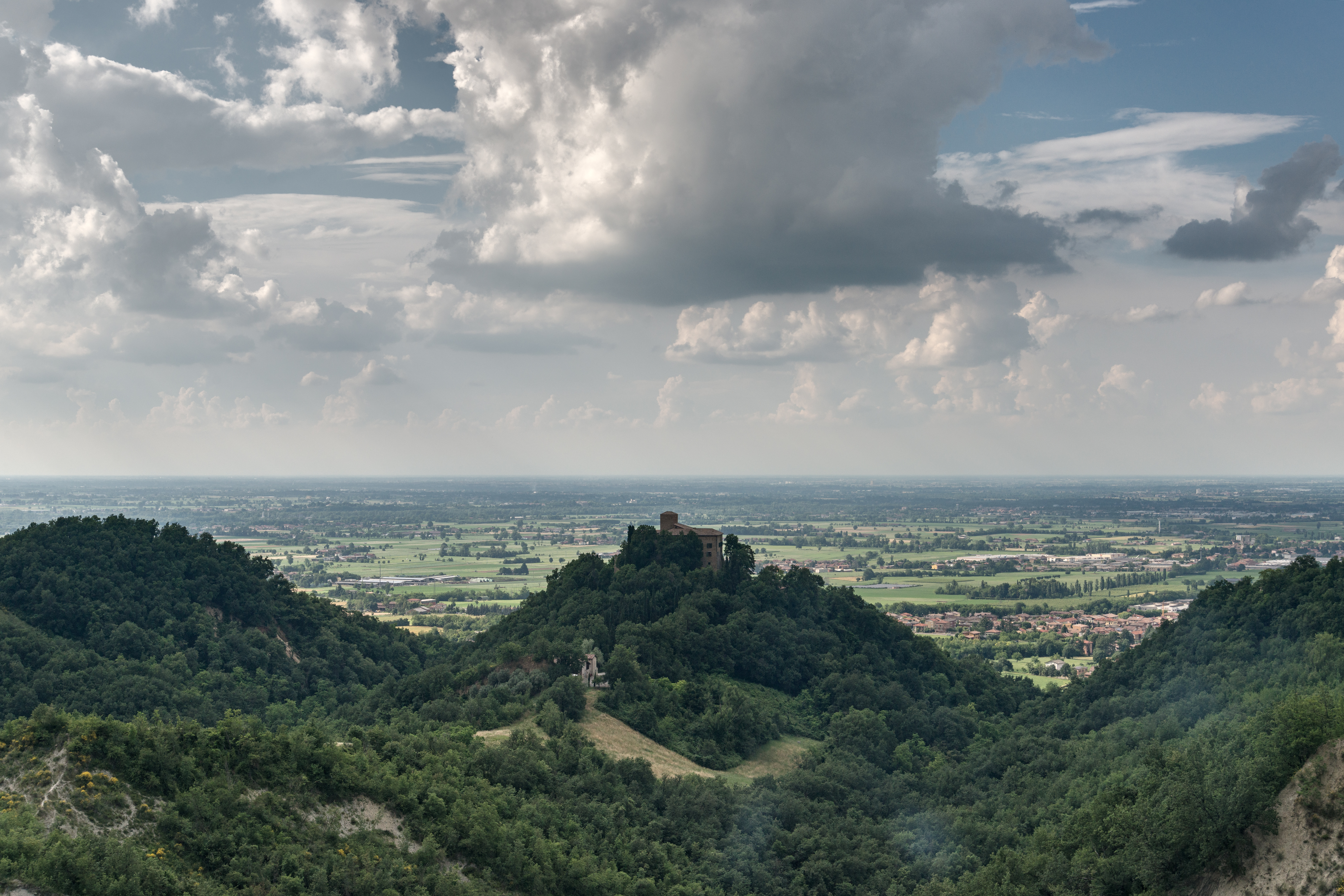
Castello di Bianello presso il quale Enrico V di Franconia incontrò Matilde nel 1111.

Dopo numerosi successi militari, tra cui quello sui Sassoni, l'imperatore Enrico si preparava nel 1090 alla sua terza discesa in terra italica, per infliggere una sconfitta definitiva alla Chiesa. L'itinerario fu quello solito, il Brennero e Verona, confine con i possedimenti di Matilde che iniziavano a partire dalle porte della città. La battaglia si accentrò presso Mantova. Matilde si assicurò la fedeltà degli abitanti esentandoli da alcune tasse come il teloneo e il ripatico e con la promessa di essere integrati nello status di Cittadini Longobardi con il diritto di caccia, pesca e taglialegna su entrambe le rive del fiume Tartaro.
La città resistette fino al tradimento del giovedì santo, nel quale i cittadini cambiarono fronte in cambio di alcuni ulteriori diritti concessi loro dall'assediante Enrico IV. Matilde si arroccò nel 1092 sull'Appennino reggiano attorno ai suoi castelli più inespugnabili, in modo particolare a Canossa, e Carpineti, dove ascoltò i consigli dell'eremita Giovanni da Marola ché l'incitò a continuare la guerra contro l'imperatore. Sin da Adalberto Atto il potere dei Canossa si era basato su una rete di castelli, rocche e borghi fortificati situati nella Val d'Enza. Costituivano un complesso sistema poligonale di difesa che aveva sempre resistito ad ogni attacco portato sull'Appennino. Dopo alterne e sanguinose battaglie, il potente esercito imperiale venne preso in una morsa.
Nonostante l'esercito imperiale fosse temibilissimo, fu distrutto dalla vassalleria matildica dei piccoli feudatari e assegnatari dei borghi fortificati, che mantennero intatta la fedeltà ai Canossa. La conoscenza perfetta dei luoghi, la velocità degli spostamenti e della trasmissione delle informazioni, la cattura delle posizioni strategiche in tutti i luoghi elevati della val d'Enza, ebbero la meglio sul potente imperatore. L'esercito imperiale fu preso a tenaglia nella vallata, ma la sconfitta totale fu più di una guerra persa: Enrico IV si rese conto dell'impossibilità di penetrare quei luoghi asperrimi, ben diversi dalla Pianura Padana o dalla Sassonia: non si trovava più di fronte ai confini tracciati dai fiumi dell'Europa centrale, ma a scoscesi sentieri, calanchi, luoghi impervi protetti da rocche turrite, da case-torri che svettavano verso il cielo, dalle quali gli abitanti scaricavano dardi di ogni genere su chiunque si avvicinasse: lance, frecce, forse anche olio bollente, giavellotti, massi, picche infuocate. Con queste armi chi si trovava più in alto aveva spesso la meglio.
Dopo la vittoria di Matilde molte città come Milano, Cremona, Lodi e Piacenza si schierarono con la Contessa canossiana per sottrarsi al controllo imperiale. Nel 1093 il figlio secondogenito dell'imperatore, Corrado di Lorena, sostenuto dal papa, da Matilde e da una lega di città lombarde, veniva incoronato Re d'Italia. Matilde liberò e diede rifugio persino alla moglie dell'imperatore, Prassede, figlia del Re di Russia ed ex vedova del Marchese di Brandeburgo, che aveva denunciato al Concilio di Piacenza del 1095 "le inaudite porcherie sessuali" che aveva preteso Enrico da lei e per le quali veniva relegata in una specie di prigionia-alcova a Verona. Si accese dunque una lotta all'interno stesso della famiglia imperiale, che indebolì sempre più Enrico IV.
Enrico IV morì ormai sconfitto nel 1106; alla deposizione e morte di Corrado di Lorena (1101), il figlio terzogenito del defunto imperatore e nuovo imperatore, Enrico V di Franconia, riprese a sua volta la lotta contro la Chiesa e l'Italia. Stavolta l'atteggiamento della Granduchessa nei confronti della casa imperiale dovette modificarsi e Matilde si conformò ai voleri dell'imperatore. Nel 1111, sulla via del ritorno in Germania, Enrico V la incontrò al castello di Bianello, presso Quattro Castella, vicino a Reggio Emilia, tra il 6 e l'11 maggio. Matilde gli confermò i feudi da lei messi in dubbio quando era vivo suo padre, chiudendo così una vertenza che era durata oltre vent'anni. "In vice regis" recita Donizone, e da qualcuno è stato interpretato come se Enrico V avesse conferito alla Granduchessa un nuovo titolo: "Viceregina d'Italia" e "Vicaria Imperiale", ma ciò è negato dagli storici Carlo Guido Mor, Paolo Golinelli, Eugenio Riversi.

#### La morte

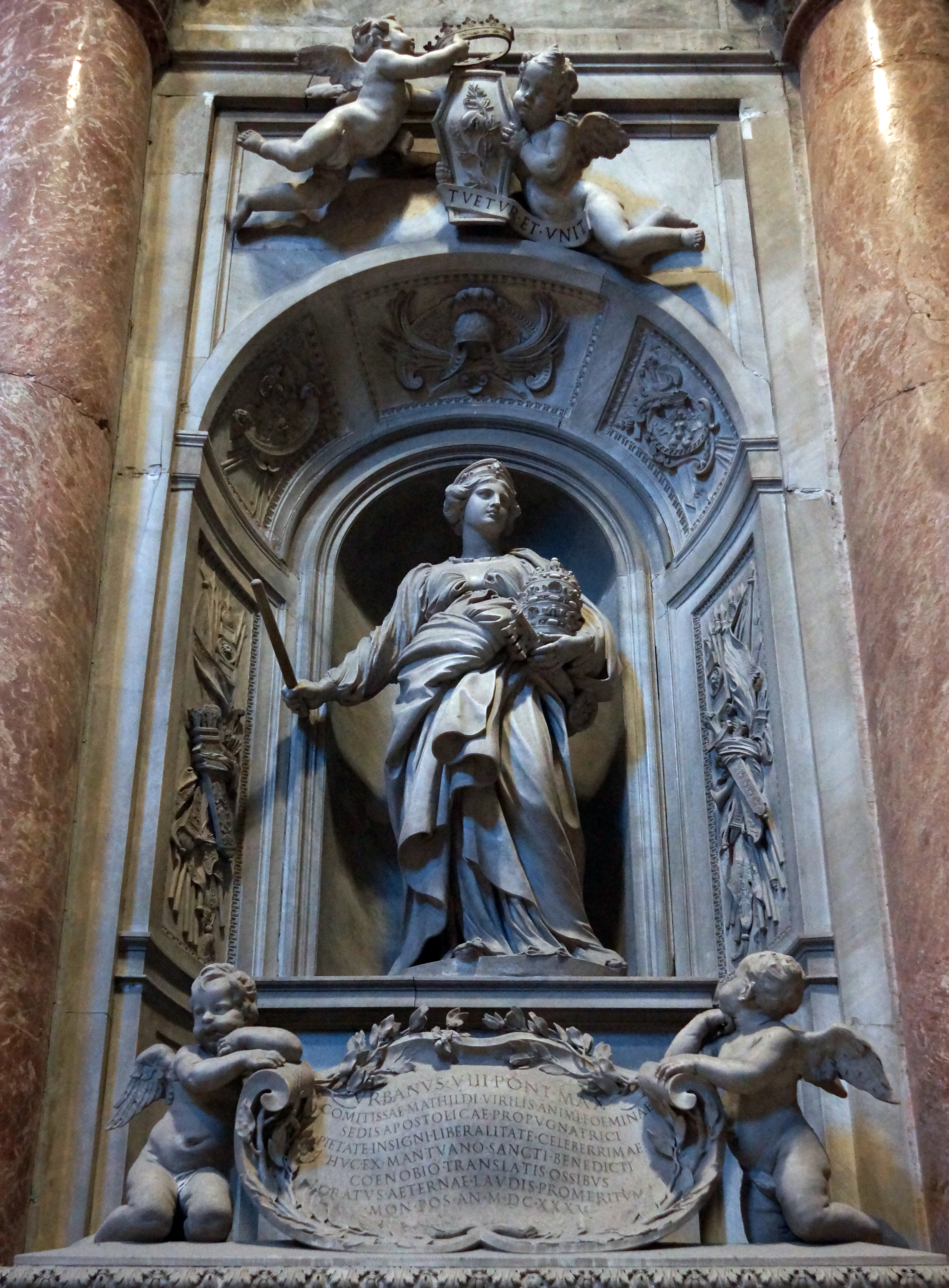
Sepolcro di Matilde di Canossa Onore e Gloria d'Italia in San Pietro in Vaticano, opera di Gian Lorenzo Bernini e aiuti.

Matilde morì di gotta nel 1115 a Bondeno di Roncore (oggi Bondanazzo di Reggiolo), una corte circondata fino al XIX secolo da fossati e incastellata. Al suo fianco si trovava il vescovo di Reggio Bonsignore Arlotti, che le somministrò gli ultimi sacramenti. Era il 24 luglio, vigilia di san Giacomo, il santo cui Matilde negli ultimi mesi aveva fatto erigere un oratorio proprio davanti alla sua camera da letto, per potere assistere alle funzioni in quanto era ormai inferma. Venne inizialmente sepolta nel sarcofago nell'abbazia di Polirone (San Benedetto Po).
Nel 1632, per volere del papa Urbano VIII, la sua salma venne traslata a Roma in Castel Sant'Angelo; nel 1644 trovò definitiva collocazione nella basilica di San Pietro in Vaticano, rara presenza femminile nelle grotte vaticane, assieme solo alla regina Cristina di Svezia, all'erede al trono di Cipro Carlotta di Lusignano e alla principessa polacca Maria Clementina Sobieska, consorte di Giacomo Francesco Edoardo Stuart. La sua tomba, scolpita da Gian Lorenzo Bernini, fu detta "Onore e Gloria d'Italia".

## Discendenza
Dal matrimonio con Goffredo il Gobbo nel 1070 nacque Beatrice, che morì dopo alcuni giorni. Matilde, nel tentativo di creare una dinastia in Toscana, adottò Guido Guerra I, figlio di Guido IV Guidi "il succhiasangue", ma anche questo tentativo fallì. Non avendo lasciato eredi diretti, di conseguenza il suo immenso patrimonio andò disperso. Alcuni castelli rimasero in possesso di signori locali e Communi Militum, cioè cavalieri e mercenari; altri dei discendenti di Prangarda, sorella di Tedaldo, il nonno di Matilde (come forse le famiglie che diedero vita alle dinastie parmensi dei Baratti e degli Attoni (o Iattoni/Jattoni) di Antesica e di Beduzzo, effettive castellanze matildiche). Per quanto riguarda i feudi appartenuti alla contessa, alcuni possedimenti vennero addirittura dimenticati in un vuoto di potere, altri semplicemente incamerati nei possedimenti papali.

## Ascendenza
|                           |                           |                          | Genitori                |  |  | Nonni |  |  | Bisnonni                  |  |  | Trisnonni          |  |
|                           |                           |                          |                         |  |  |       |  |  | Adalberto Atto di Canossa |  |  | Sigifredo di Lucca |  |
|                           |                           |                          |                         |  |  |       |  |  | Adalberto Atto di Canossa |  |  | Sigifredo di Lucca |  |
|                           |                           | ...                      |                         |  |  |       |  |  | Adalberto Atto di Canossa |  |  |                    |  |
| Tedaldo di Canossa        |                           |                          |                         |  |  |       |  |  | Adalberto Atto di Canossa |  |  |                    |  |
|                           |                           | Ildegarda dei Supponidi  | Sigifredo dei Supponidi |  |  |       |  |  |                           |  |  |                    |  |
|                           |                           | Ildegarda dei Supponidi  | Sigifredo dei Supponidi |  |  |       |  |  |                           |  |  |                    |  |
|                           |                           | Ildegarda dei Supponidi  | ...                     |  |  |       |  |  |                           |  |  |                    |  |
| Bonifacio di Canossa      |                           | Ildegarda dei Supponidi  |                         |  |  |       |  |  |                           |  |  |                    |  |
|                           |                           | Adimaro                  | Bonifacio II di Spoleto |  |  |       |  |  |                           |  |  |                    |  |
|                           |                           | Adimaro                  | Bonifacio II di Spoleto |  |  |       |  |  |                           |  |  |                    |  |
|                           |                           | Adimaro                  | Waldrada di Borgogna    |  |  |       |  |  |                           |  |  |                    |  |
| Willa degli Hucpoldingi   |                           | Adimaro                  |                         |  |  |       |  |  |                           |  |  |                    |  |
|                           |                           | ...                      | ...                     |  |  |       |  |  |                           |  |  |                    |  |
|                           |                           | ...                      | ...                     |  |  |       |  |  |                           |  |  |                    |  |
|                           |                           | ...                      | ...                     |  |  |       |  |  |                           |  |  |                    |  |
| Matilde di Canossa        |                           | ...                      |                         |  |  |       |  |  |                           |  |  |                    |  |
|                           | Teodorico I di Lotaringia | Federico I di Lotaringia |                         |  |  |       |  |  |                           |  |  |                    |  |
|                           | Teodorico I di Lotaringia | Federico I di Lotaringia |                         |  |  |       |  |  |                           |  |  |                    |  |
|                           | Teodorico I di Lotaringia | Beatrice di Parigi       |                         |  |  |       |  |  |                           |  |  |                    |  |
| Federico II di Lotaringia | Teodorico I di Lotaringia |                          |                         |  |  |       |  |  |                           |  |  |                    |  |
|                           |                           | Richilde di Bliesgau     | Folmar I di Bliesgau    |  |  |       |  |  |                           |  |  |                    |  |
|                           |                           | Richilde di Bliesgau     | Folmar I di Bliesgau    |  |  |       |  |  |                           |  |  |                    |  |
|                           |                           | Richilde di Bliesgau     | Berta                   |  |  |       |  |  |                           |  |  |                    |  |
| Beatrice di Lotaringia    |                           | Richilde di Bliesgau     |                         |  |  |       |  |  |                           |  |  |                    |  |
|                           |                           | Ermanno II di Svevia     | Corrado I di Svevia     |  |  |       |  |  |                           |  |  |                    |  |
|                           |                           | Ermanno II di Svevia     | Corrado I di Svevia     |  |  |       |  |  |                           |  |  |                    |  |
|                           |                           | Ermanno II di Svevia     | Reglint                 |  |  |       |  |  |                           |  |  |                    |  |
| Matilde di Svevia         |                           | Ermanno II di Svevia     |                         |  |  |       |  |  |                           |  |  |                    |  |
|                           |                           | Gerberga di Borgogna     | Corrado III di Borgogna |  |  |       |  |  |                           |  |  |                    |  |
|                           |                           | Gerberga di Borgogna     | Corrado III di Borgogna |  |  |       |  |  |                           |  |  |                    |  |
|                           |                           | Gerberga di Borgogna     | Matilde di Francia      |  |  |       |  |  |                           |  |  |                    |  |
|                           |                           | Gerberga di Borgogna     |                         |  |  |       |  |  |                           |  |  |                    |  |

## Nella cultura di massa

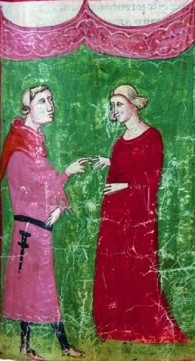
Matilde con il marito Guelfo di Baviera.

- Dopo la sua morte attorno a Matilde venne a crearsi un alone di leggenda. Gli agiografi ecclesiastici ne mitizzarono il personaggio facendone una contessa semi-monaca dedita alla contemplazione e alla fede. Qualcuno invece sostiene che si sia trattato di un personaggio di forti passioni sia spirituali sia carnali (fu indicata[Opinioni fondate o illazioni?] come amante dei pontefici Gregorio VII e Urbano II). Si narra che, dopo la morte di papa Alessandro II, Matilde, che soffriva di un eczema, per curarsi si coricasse senza vesti sul tavolo dove era stato lavato il defunto pontefice. In realtà nel Medioevo il culto delle reliquie (e la certezza riguardante i loro poteri miracolosi) era molto sentito. Si dice che Matilde conservasse tra le proprie reliquie anche un anello vescovile, che utilizzava per calmare i frequenti attacchi di epilessia.
- Lo storico umanista Scipione Ammirato «nel primo libro delle sue Istorie fiorentine dedicate al granduca Ferdinando I de' Medici e pubblicate da Filippo Giunti nel 1600, si era soffermato su Matilde per quelle vicende legate alla storia della città, assumendo come cesura di partenza l’uccisione del padre Bonifacio avvenuta nel 1052. (…) Giunto all'anno della morte di Matilde, gravata dagli anni oltre che dal peso del principato gravissimo a chi sull'altrui spalle non l'abbandona, Ammirato ripropone l'elogio di una donna sola, valorosa et buona».[22]
- Di lei Francesco Petrarca scrisse che «conduceva con animo virile le guerre, imperiosa verso i suoi, ferocissima verso i nemici, molto liberale verso gli amici». Ludovico Ariosto la menzionò come «la contessa gloriosa / saggia e casta».[23][24]
- Secondo una leggenda, Matilde, rimasta vedova di Goffredo il Gobbo si recò a Orval per una partita di caccia durante la quale si riposò vicino a una fontana. Immergendo le mani nell'acqua perse l'anello nuziale. Si fermò a pregare la Madonna affinché le fosse restituito l'anello e una trota emerse dall'acqua con l'anello in bocca, rendendolo alla nobildonna. Ella allora esclamò “questa è davvero una valle d’oro!”, da cui il nome di Orval. La contessa, riconoscente, decise di erigere un monastero e ancora oggi la fontana porta il suo nome.[25][26]

## Luoghi matildici

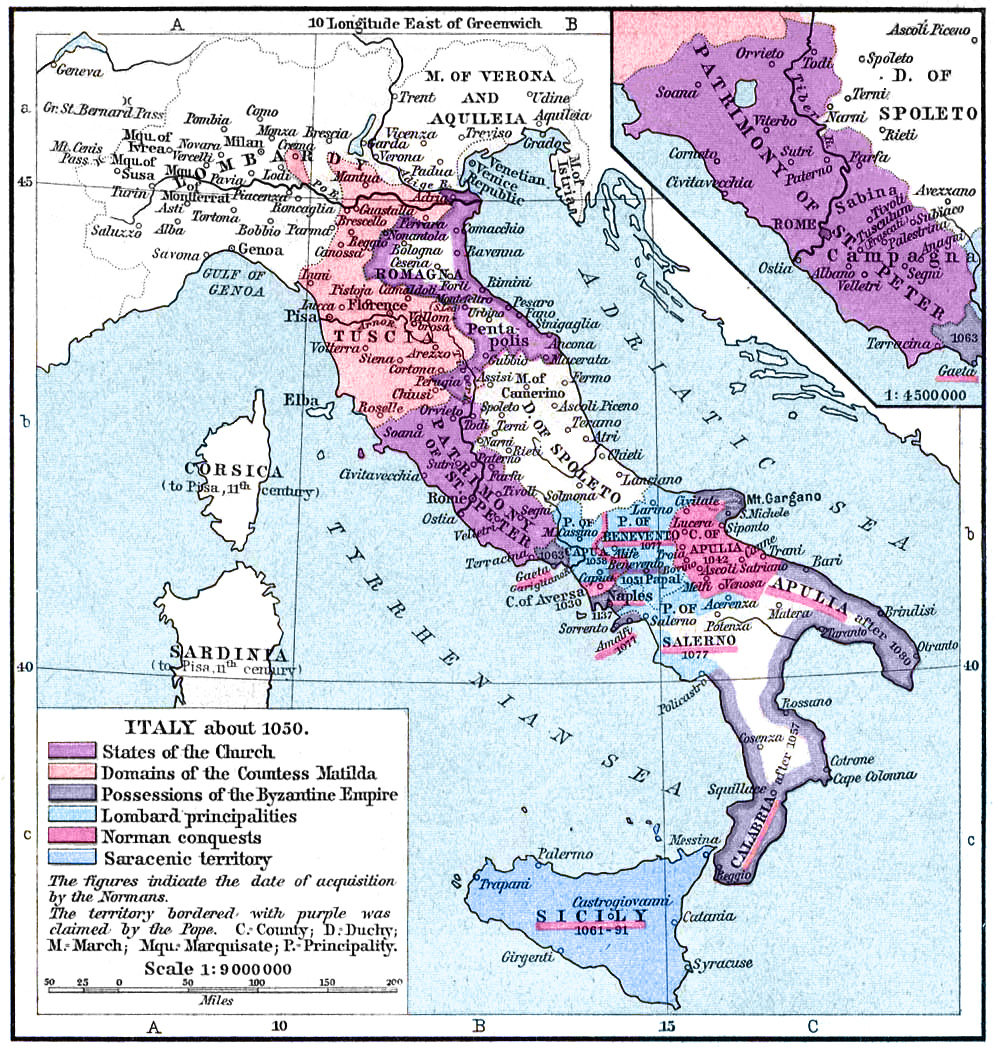
Gli Stati della penisola italiana nella seconda metà dell'XI secolo con evidenziati i domini dei Canossa.

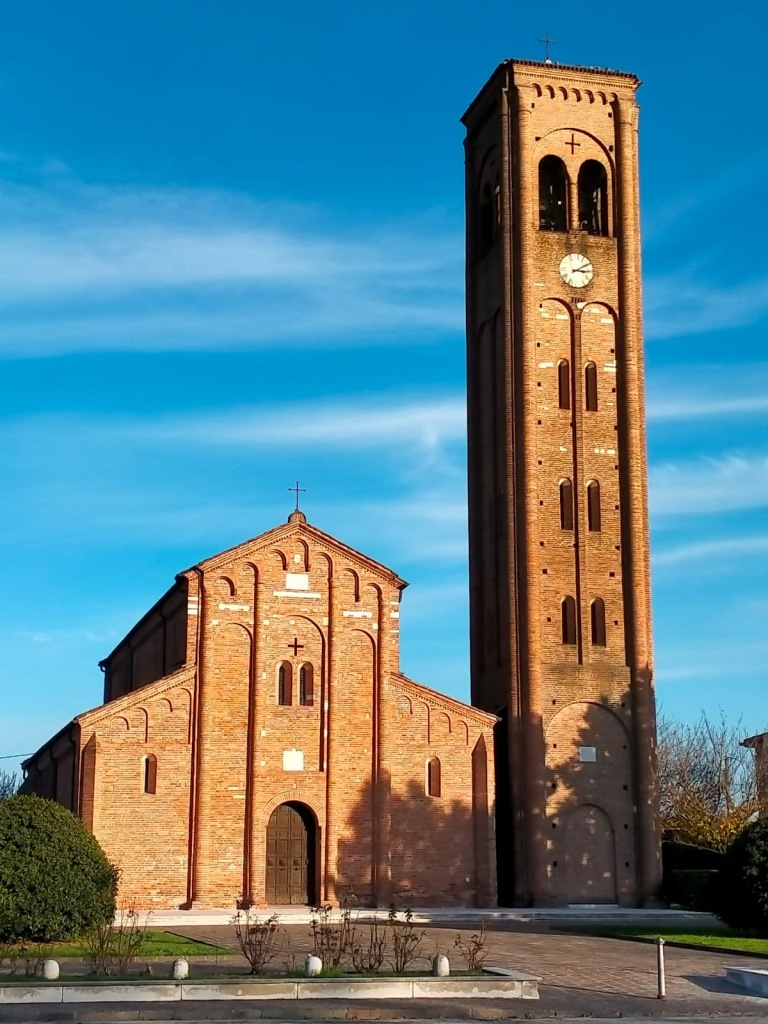
Chiesa di Santa Maria Assunta a Pieve di Coriano.

### Fondazione di chiese e altri edifici religiosi
Fonti documentarie e tradizione popolare attribuiscono a Matilde la fondazione di diversi luoghi sacri, tra cui:
In Italia settentrionale
- Chiesa di Santa Maria Assunta a Pieve di Coriano (MN);
- Pieve di Santa Maria Assunta a Felonica, comune di Sermide e Felonica (MN);
- Rotonda di San Lorenzo, a Mantova[27];
- San Giovanni Decollato, dell'XI secolo, a Pieve Terzagni, frazione di Pescarolo ed Uniti (CR)[28];
- San Zeno, a Cerea (VR);
- Badia Romanica, a Marola (RE);
- Sant'Andrea Apostolo di Vitriola, a Montefiorino (MO)[29];
- Abbazia di Frassinoro (MO).[30];
- Abbazia di Santa Maria Assunta, a Monteveglio (BO);
- San Cesario sul Panaro (MO)
- San Martino in Barisano, a Forlì.
- Chiesa di San Salvaro a Legnago (VR).
- Pieve Matildica di Santa Maria Assunta, a Toano (RE).
- Chiesa di Santa Maria del Carmine in Rigosa, quartiere Borgo Panigale - Reno, a Bologna[31][32]

In Toscana e Tuscia
Valdarno aretino:
- Pieve di San Pietro (Gropina), nel comune di Loro Ciuffenna, in Provincia di Arezzo.
- Pieve di Santa Maria a Scò, a Pian di Scò, nel comune di Castelfranco Piandiscò, in Provincia di Arezzo.

Valdarno fiorentino-pratese
- Pieve dei Santi Pietro e Paolo a Cascia, nel comune di Reggello, in Provincia di Firenze.
- Pieve di San Pietro a Pitiana, nel comune di Reggello, in Provincia di Firenze.
- Pieve di Sant'Agata in Arfoli, nel comune di Reggello, in Provincia di Firenze.
- Pieve di San Romolo a Gaville, nel comune di Figline e Incisa Valdarno, in provincia di Firenze.
- Pieve di Santa Maria e di San Leonardo a Artimino, nel comune di Carmignano, in provincia di Prato.

Casentino
- Pieve di San Pietro a Romena, nel comune di Pratovecchio Stia, in Provincia di Arezzo.
- Pieve di Santa Maria Assunta a Stia nel comune di Pratovecchio Stia, in Provincia di Arezzo.
- Pieve di Santa Maria Assunta (Montemignaio), nel comune di Montemignaio, in Provincia di Arezzo.
- Pieve di San Martino a Vado, a Strada in Casentino, nel comune di Castel San Niccolò, in Provincia di Arezzo.

Appennino pistoiese
- Pieve di San Giovanni Evangelista a Montecuccoli in Valdibure, nel comune di Pistoia.

Val di Lima in Lucchesia
- "Pieve vecchia" (tra Sala e la Lima) della Chiesa dei Santi Quirico e Giulitta a Casabasciana, a Bagni di Lucca, in Provincia di Lucca.

Colline pisane:
- San Marco in Sovigliana, pieve posta tra Cevoli di Lari, Terricciola e Capannoli, in Provincia di Pisa.

### Edifici religiosi ritenuti beneficiari di interventi di Matilde
In Toscana e Tuscia
Garfagnana:
- Pieve di San Giovanni Battista (Pieve Fosciana) in Provincia di Lucca.

### Fondazione di edifici a carattere prevalentemente non religioso
In Toscana e Tuscia
Val di Serchio:
- Ponte della Maddalena sul Serchio nei pressi di Borgo a Mozzano, in provincia di Lucca.[33]

Colline pisane:
- Bagni ad Acqua (detti poi Bagni di Casciana), in Casciana Terme, frazione del comune di Casciana Terme Lari.
- Castello di Montanino, tra Santa Luce, Chianni e Lari e Casciana Terme.
- Castello di Parlascio, tra Santa Luce, Chianni e Lari e Casciana Terme.

Tuscia viterbese
- Castello di Corneto, a Tarquinia (VT).

### Luoghi visitati da Matilde
Fonti documentarie e tradizione popolare attribuiscono la presenza di Matilde nelle seguenti località:
In Toscana e Tuscia
- Pratum Episcopi, l'attuale Spedaletto in Valdibure, nel comune di Pistoia.
- cellarium in Pistoia.
- Castello di Parlascio nell'omonima località, frazione di Casciana Terme Lari.

## Nei media
- La Signora Matilde. Gossip dal Medioevo, con Syusy Blady e Luciano Manzalini (regia di Marco Melluso e Diego Schiavo, POPCult 2017) ― Premio speciale Riccardo Francovich per la divulgazione del Medioevo (Società Archeologi Medievisti Italiani 2019).

### Saggi e biografie
- Andrea Antonioli, I grandi personaggi che hanno cambiato l’Italia del Medioevo, Roma, Newton & Compton, 2019, ISBN 978-88-227-3770-0.
- Alessandro Canobbio, Origine della nobilissima e illustrissima Famiglia Canossa, Verona, Girolamo Discepolo, 1593, SBN CNCE008923.
- Emilio Cristiani, Una vicenda dell'eredità matildina nel contado bolognese: il feudo dei nobili Andalò sulla pieve di S. Maria di Gesso, Firenze, Leo S. Olschki, 1958, SBN NAP0102032.
- Edgarda Ferri, La Grancontessa. Vita, avventure e misteri di Matilde di Canossa, Milano, Mondadori, 2004, ISBN 88-0452-580-0.
- Lino Lionello Ghirardini, Storia critica di Matilde di Canossa. Problemi (e misteri) della più grande donna della storia d’Italia, Modena, Aedes muratoriana, 1989, SBN UFI0127220.
- Paolo Golinelli, Matilde e i Canossa, Milano, Mursia, 2004, ISBN 88-425-3228-2.
- Paolo Golinelli, L'ancella di san Pietro, Milano, Jaca Book, 2015, ISBN 978-88-16-41308-5.
- Alfred Overmann, La contessa Matilde di Canossa. Sue proprietà territoriali, Roma, Multigrafica Editrice, 1980, SBN LO10319665.
- Renata Salvarani e Liana Castelfranchi (a cura di), Matilde di Canossa, il Papato, l'Impero, Cinisello Balsamo (MI), Silvana, 2008, SBN MOD1488395.
- Luigi Tosti, La Contessa Matilde e i romani Pontefici, Milano, Messaggerie Pontremolesi, 1989, ISBN 88-7116-016-9.
- Guido Vigna, Storia di Mantova. Da Manto a capitale della cultura, Venezia, Marsilio, 2016, ISBN 978-88-317-2437-1.

### Romanzi
- Rita Coruzzi, Matilde. Per grazie di Dio, se è qualcosa, Milano, Piemme, 2015, ISBN 978-88-566-4176-9.
- Elisa Guidelli, Il romanzo di Matilda, Bologna, Meridiano Zero, 2018  [2015], ISBN 978-88-8237-489-1, SBN LZ10004359.
- Kathleen McGowan, Il Libro dell'Amore [The Book of Love], traduzione di Roberta Maresca, Milano, Piemme, 2009, SBN RAV1841072.